# Кальцитріол

Структурна формула кальцитріолу

Кальцитріол — гормон тварин стероїдної природи. Регулює обмін фосфату і кальцію в організмі.
Оскільки у формулі кальцитріолу кільце В стероїдної структури розірвано, кальцитріол не є істинним стероїдом. Таку структуру називають секостероїдною.

## Синтез
Під дією світла 7-дегідрохолестерину в шкірі перетворюється на вітамін D3, холекальциферол (реакція фотолізу). У ході цієї неферментативної реакції під впливом УФ-випромінювання зв'язок між дев'ятим і десятим атомами вуглецю в молекулі холестеролу розривається, розкривається кільце В. Так утворюється в організмі людини більша частина вітаміну D3, однак невелика його кількість надходить з їжею і всмоктується в тонкій кишці разом з іншими жиророзчинними вітамінами.
У шкірі холекальциферол зв'язується зі специфічним вітамін D-зв'язуючим білком (транскальциферином), надходить у кров і переноситься в печінку, де відбувається гідроксилювання по 25-му атому вуглецю з утворенням кальцидіолу. У комплексі з вітамін D-зв'язуючим білком кальцидіол транспортується в нирки і гідроксилюється по першому вуглецевому атому з утворенням кальцитріолу [1,25 (OH) 2D3] — активна форма вітаміну D3.

## Фізіологічне значення
Кальцитріол контролює обмін кальцію. У клітинах кишки він індукує синтез Са2+-транспортувальних білків, які забезпечують всмоктування іонів кальцію і фосфатів з порожнини кишки в епітеліальну клітину її і далі перенесення з клітини в кров проти концентраційного градієнта на мембранах кишки. У нирках кальцитріол стимулює реабсорбцію іонів кальцію і фосфатів. При низькій концентрації іонів кальцію кальцитріол сприяє мобілізації кальцію з кісткової тканини.

## Зв'язок з рахітом
Рахіт — захворювання дитячого віку, пов'язане з недостатньою мінералізацією кісткової тканини. Це результат недостатнього відкладення фосфату кальцію на кінцях зростаючих кісток. Є наслідком дефіциту кальцію, що може бути обумовлено наступними причинами: нестачею вітаміну D3 в харчовому раціоні, порушенням всмоктування вітаміну D3 в тонкій кишці, зниженням синтезу попередників кальцитріолу через недостатній час перебування на сонці, дефектом 1α-гідроксилази, дефектом рецепторів кальцитріолу в клітинах-мішенях. Усе це викликає зниження всмоктування кальцію в кишці й зниження його концентрації в крові, мобілізацію іонів кальцію із кістки.